# Cornwall (Pennsylvanie)
Pour les articles homonymes, voir Cornwall.
Cornwall est un borough situé au sud du comté de Lebanon, en Pennsylvanie, aux États-Unis,. En 2010, il comptait une population de 4 112 habitants, estimée au 1er juillet 2020 à 4 869 habitants. Le borough est incorporé le 25 mars 1929.

## Démographie
Lors du recensement de 2010, le borough comptait une population de 4 112 habitants. Elle est estimée, en 2020, à 4 869 habitants.

### Source de la traduction
- (en) Cet article est partiellement ou en totalité issu de l’article de Wikipédia en anglais intitulé « Cornwall, Pennsylvania » (voir la liste des auteurs).